# 妖怪手表：永远的朋友
《妖怪手表：永远的朋友》是由OLM, Inc.制作并发行妖怪手錶系列的五周年纪念剧场版，为妖怪手表系列中的第五部，以及於平成時代所上映的最後一部电影。电影中主题曲由东方神起演唱，日本票房达10亿日元

## 配音員
| 角色名稱      | 配音員                         | 配音員              | 配音員          |
| 角色名稱      | 日本                           | 臺灣                | 中国            |
| ------------- | ------------------------------ | ------------------- | --------------- |
| 下町心        | 種崎敦美 西村知道(老人) 小连杀 | 陳貞伃 張騰(老人)   | 小连杀 珍珠贸易 |
| 高城一希      | 木村良平                       | 陳彥鈞              | 岚冯            |
| 有星多江      | 東山奈央 速見圭(老人)          | 李昀晴 錢欣郁(老人) |                 |
| 貓又 怪貓鐮鼬 | 小櫻悅子 黑田崇矢              | 連婉鈞 孟慶府       |                 |
| 執事臼井      | 關智一                         | 孟慶府              |                 |
| 老須 須佐之男 | 檜山修之                       | 孟慶府              |                 |
| 天照大神      | 榎木淳彌                       | 孟慶府              |                 |
| 河童          | 竹內良太                       | 陳彥鈞              |                 |
| 座敷童子      | 淺沼晉太郎                     | 歐祖豪              |                 |
| 閻魔大王      | 大友龍三郎                     | 孟慶府              |                 |
| 滑瓢          | 子安武人                       | 張騰                |                 |
| 山姥          | 鈴木鈴子                       | 連婉鈞              |                 |
| 鴉天狗        | 奈良徹                         | 孟慶府              |                 |
| 酒呑童子      | 遊佐浩二                       | 陳彥鈞              |                 |
| 紫炎          | 小栗旬                         | 歐祖豪              |                 |
| 玉藻前        | ブルゾンちえみ                 | 錢欣郁              |                 |
| 月讀          | 大原沙耶香                     | 連婉鈞              |                 |
| 菊理媛命      | 久野美咲                       | 連婉鈞              |                 |

## 故事
過著貧窮卻幸福生活的少年下町心，在失去了相依為命的母親後人生墜到了谷底。此時出現拯救他的，也是同樣失去至親姊姊的另一位少年高城一希。兩位少年並不孤單，他們還有其他夥伴──看得見妖怪的少女有星多江、下町心的守護靈老須，還有全新的妖怪如貓又等等夥伴一起，以取回摯愛家人的靈魂為目標，踏上未知的奇蹟冒險旅程！

## 主题曲
我最喜歡的曾經/エンディングテーマ「大好きだった」
作詞 - H.U.B. / 作曲・編曲 - Jean Yves Ducornet、Benjamin Groff、Calanit Ledan / 歌 - 東方神起

## 聯動
本片于2018年11月14日在日本上映。预先购票的观众可获得「Nekomata Yo-kai Ark」 (妖怪アーク, Yōkai Āku) 周边，並將其與遊戲《妖怪手表4》聯動，獲得限定特典。

## 相關商品

### BD/DVD
本作BD/DVD版本于2019年7月3日正式發售，同時內綑電影初回特典和美術設定集影片。